# Lijst van burgemeesters van Grubbenvorst
Dit is een lijst van burgemeesters van de voormalige Nederlandse gemeente Grubbenvorst in de provincie Limburg. Op 1 januari 2001 is Grubbenvorst met de gemeenten Broekhuizen en Horst samengegaan in de nieuwe gemeente Horst aan de Maas.
| Ambtsperiode | Naam burgemeester            | Partij of stroming | Bijzonderheden                              |
| ------------ | ---------------------------- | ------------------ | ------------------------------------------- |
| 1808-1825    | Peter Johannes (P.J.) Bos    |                    | eerst maire                                 |
| 1825-1828    | Gerard Hafmans               |                    |                                             |
| 1828-1836    | Jan Baptist van Soest        |                    |                                             |
| 1836-1842    | P. Bos                       |                    |                                             |
| 1842-1848    | Jan Baptist van Soest        |                    |                                             |
| 1848-1854    | W. van Hegelsom              |                    |                                             |
| 1854-1862    | P. Bos                       |                    |                                             |
| 1862-1879    | P.S. Everts                  |                    |                                             |
| 1879-1902    | P.H. Everts                  |                    |                                             |
| 1902-1926    | G.H. Cremers                 |                    |                                             |
| 1926-1929    | A.H. Termeer                 |                    |                                             |
| 1929-1942    | A.P.H. Gielen                |                    |                                             |
| 1942-1944    | J.N. Klein                   | NSB                |                                             |
| 1944-1956    | A.P.H. Gielen                |                    |                                             |
| 1956-1961    | Jan Willem (J.W.) van Kempen | KVP                |                                             |
| 1962-1971    | mr. Emile (E.M.) van Leent   | KVP                |                                             |
| 1972-1980    | Jules (J.V.M.) Steegmans     | KVP                |                                             |
| 1980-1994    | Ruud (R.M.G.) Vermaaten      | CDA                | ook waarnemend burgemeester van Broekhuizen |
| 1995-2000    | Joke (J.W.) Kersten          | PvdA               | ook burgemeester van Broekhuizen            |